# Love Is in Control (Finger on the Trigger)
«Love Is In Control (Finger On The Trigger)» es una canción de la cantante estadounidense Donna Summer y primer sencillo del álbum de estudio homónimo de 1982. Fue coescrita por Quincy Jones, Rod Temperton y Merria Ross.
En Estados Uniidos alcanzó el número 10 en la lista Billboard Hot 100,el 3 en la  Hot Dance Club Play y el 4 en la Hot Black Singles. En Canadá llegó al puesto 3 de la RPM Top Singles y fue Top 10 en varios países como Finlandia, Noruega, España, Suiza y Países Bajos.
Fue nominado al Grammy como Mejor Interpretación R&B vocal femenina.

## Vídeo musical
El video musical muestra a Donna Summer bailando en una habitación llena de arte pop. Llevaba un traje de satén negro para disimular su embarazo, ya que estaba esperando a su bebé, Amanda Grace. El video también presentaba escenas de Summer bailando durante una sesión de fotos con un vestido azul con un gran cinturón para cubrir su estómago. El mismo vestido es el que lleva en la portada del sencillo y del álbum.

## Posicionamiento en listas
| Listas (1982)                                  | Mejor posición |
| ---------------------------------------------- | -------------- |
| Australia (Kent Music Report)                  | 17             |
| Bélgica (Flandes) (Ultratop 50)                | 13             |
| Canadá (RPM Top Singles)                       | 4              |
| España (AFYVE)                                 | 5              |
| Estados Unidos (Billboard Hot 100)             | 10             |
| Estados Unidos (Billboard Hot Black Singles)   | 4              |
| Estados Unidos (Billboard Hot Dance Club Play) | 3              |
| Finlandia (The Official Finnish Charts)        | 3              |
| Francia (IFOP)                                 | 48             |
| Irlanda (IRMA)                                 | 14             |
| Italia (Musica e dischi)                       | 14             |
| Nueva Zelanda (Recorded Music NZ)              | 40             |
| Noruega (VG-lista)                             | 3              |
| Países Bajos (Dutch Top 40)                    | 6              |
| Países Bajos (Mega Single Top 100)             | 12             |
| Reino Unido (UK Singles Chart)                 | 18             |
| Sudáfrica (Springbok Radio)                    | 7              |
| Suecia (Sverigetopplistan)                     | 13             |
| Suiza (Schweizer Hitparade)                    | 5              |